# Info TV
InfoTV (Infovalència Televisió, SA) és una productora privada de televisió del País Valencià dirigida per Juli Esteve i Carbonell. Va nàixer en 2004 amb l'objectiu de crear una televisió en valencià alternativa a Canal 9 amb el suport de gent provinent del món de la cultura, la universitat, el sindicalisme i l'empresa.
Entre els socis, amb participacions importants o simbòliques, hi ha Joan Ignasi Pla, del PSPV; Glòria Marcos, Enric Cardona o Joan Ribó, aleshores a Esquerra Unida, i Enric Morera i Pere Mayor, del Bloc; els sindicats principals, com CCOO, UGT, Intersindical Valenciana i la Unió de Llauradors, i les associacions cíviques i culturals valencianes més importants, com Escola Valenciana i Tirant lo Blanc. També destaquen Joan Romero, Ramon Lapiedra, Vicent Soler, Antoni Ferrando i Marisol González Felip; periodistes com Mario Reyes, i empreses i empresaris com Bromera Edicions, Joaquim Maldonado o Sergi Grau, entre molts altres.
El 2006 va obtenir el Premi Nacional Joan Coromines, atorgat per la Coordinadora d'Associacions per la Llengua Catalana.
InfoTV es va presentar als concursos per obtindre llicència de televisió digital terrestre autonòmica i comarcal, i va emetre en proves a partir del 15 d'abril des dels repetidors de la serra Perenxisa i pel canal 42. L'àrea de cobertura d'aquesta primera fase arribà aproximadament des del Port de Sagunt, al Camp de Morvedre, fins a Cullera i Favara, a la Ribera Baixa. Com que no va haver obtingut cap de les llicències, la Generalitat Valenciana va tallar les seues emissions el 10 de juliol del 2007, i a partir del juliol del 2008 emet a través d'internet.
Finalment s'ha transformat en una productora d'audiovisuals que genera continguts sobretot de tipus documental a més del programa concurs juvenil Rosquilletres per a la televisió pública À Punt.

## Documentals produïts
- La Utopia Desarmada: memòria d'un País Valencià republicà (2005) de Sergi Tarín
- El país dels cecs (2006) de Sergi Tarín
- Almansa 1707: de la revolta a la repressió (2007) de Manel Àlamo i Sergi Tarín
- 14 d'Octubre del 1957: el dia en què parlaren les pedres (2007) Sergi Tarín i Vicent Peris
- Moriscos: els valencians oblidats (2009) de Sergi Tarín
- Valencians de Mallorca (2011) de Sergi Tarín i Juli Esteve
- La Batalla del Varsòvia (2011) de Juli Esteve i Àlvar Martínez Vidal
- Algèria, el meu país (2012) de Juli Esteve
- Del Montgó a Manhattan. Valencians a Nova York, serie documental amb quatre títols de Juli Esteve
  - Cap a la terra promesa (2014)
  - Adeu, Amèrica (2014)
  - La guerra de sempre (2015)
  - Els valencians d'Amèrica (2015)

- Amado Granell, el valencià que va alliberar París (2017, amb Austrohongaresa de Vapors, per a À Punt) de Juli Esteve
- Vicent Ferrer: ídol, líder, sant i mite (2019) d'Esther Albert i Sergi Tarín
- Fossa 22: les llavors que van creixent (2018) d'Óskar Navarro i Sergi Tarín
- Morir tranquil·la: bebés i mares robades a terres valencianes (2020) de Sergi Tarín